# Салин (река)
Салин (англ. Saline River) — река в северной части штата Канзас, США. Левый приток реки Смоки-Хилл, которая является одной из двух составляющих реки Канзас. Составляет около 639 км в длину; площадь бассейна — 8855 км².
Берёт начало в Высоких равнинах, на северо-западе штата Канзас. Верховье Саут-Форк начинается вблизи границы округов Шерман и Томас, а верховье Норт-Форк — в центральной части округа Томас. Верховья сливаются на территории округа Шеридан, примерно в 5 милях к северо-западу от города Гриннелл. Течёт преимущественно в восточном направлении и впадает в реку Смоки-Хилл примерно в 1 миле к югу от города Нью-Камбрия, округ Салин. Река Салин не имеет значительных притоков. Несудоходна.
На границе округов Рассел и Линкольн на реке расположено водохранилище Уильсон.